# Billy Higgins Quintet
Billy Higgins Quintet – album studyjny kwintetu amerykańskiego perkusisty jazzowego Billy’ego Higginsa, wydany w 1993 roku przez Sweet Basil.

## Lista utworów
Opracowano na podstawie materiału źródłowego.
| Nr | Tytuł utworu                  | Muzyka          | Długość |
| -- | ----------------------------- | --------------- | ------- |
| 1. | „Step Right up to the Bottom” | Harold Land     | 8:12    |
| 2. | „Seeker”                      | Oscar Brashear  | 10:54   |
| 3. | „The Vision”                  | Cedar Walton    | 11:04   |
| 4. | „Hot House”                   | Tadd Dameron    | 7:52    |
| 5. | „You Must Believe in Spring”  | Michel Legrand  | 10:10   |
| 6. | „Jackie-ing”                  | Thelonious Monk | 9:51    |
| 7. | „Churn”                       | Brashear        | 15:23   |
|    |                               |                 | 1:13:26 |

## Twórcy
Opracowano na podstawie materiału źródłowego.
Muzycy:
- Billy Higgins – perkusja
- Harold Land – saksofon tenorowy
- Oscar Brashear – trąbka
- Cedar Walton – fortepian
- David Williams – kontrabas

Produkcja:
- Shigeyuki Kawashima, Horst Liepolt – produkcja muzyczna